# Люцернская хроника
Люцернская хроника (или Люцернский шиллинг, Luzernerchronik, Luzerner Schilling,) — иллюминированная рукопись 1513 года, содержащая историческую хронику Швейцарской Конфедерации, написанная Дибольдом Шиллингом Младшим из Люцерна.
Хроника содержит 443 полностраничные миниатюрные иллюстрации и 237 страниц текста, которые охватывают всю историю Конфедерации, также большое внимание уделено событиям предыдущих сорока лет.
Дибольд через своего отца и своего дядю Дибольда Шиллинга Старшего вошел в контакт с искусством иллюстрирования хроник, которое развивалось в Эльзасе под влиянием Бургундии. Можно выделить двух художников рукописи: один придерживается более традиционного готического стиля освещения рукописей (считается, что это сам Шиллинг), а другой разрабатывает новый, специфически швейцарский художественный стиль, кульминацией которого являются работы Никлауса Мануэля и Ганса Гольбейна Младшего в середине XVI века.
Репродукция была опубликована в 1932 году по случаю 600-летия присоединения Люцерна к Швейцарской Конфедерации, а полноцветное факсимиле — в Faksimile Verlag Люцерна в 1981 году.